# Homer Laughlin Building

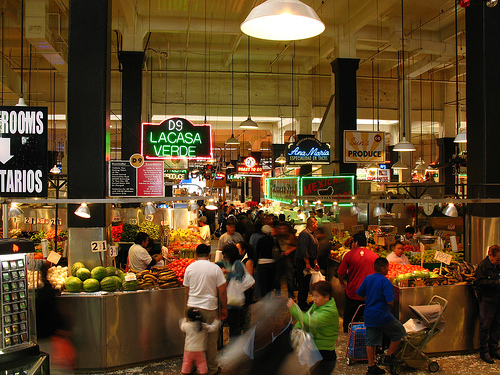
Em destaque, o Grande Mercado Central.

Homer Laughlin Building é um edifício de referência localizado no centro de Los Angeles, onde se localiza o Grande Mercado Central, o maior e mais antigo mercado público da cidade.
Idealizado pelo empreendedor Homer Laughlin, o prédio foi a primeira estrutura à prova de fogo da região. Em 1896, o arquiteto John Parkinson projetou o edifício com seis andares. Nove anos depois, Harrison Albright o expandiu, utilizando pela primeira vez o concreto armado. Atualmente, o local é supervisionado por Adele Yellin e considerado um dos melhor centros alimentícios pela revista Bon Appetit.